# Torsby
Torsby est une localité de Suède dans la commune de Torsby, dont elle est le chef-lieu, située dans le comté de Värmland.
Sa population était de 4 495 habitants en 2019.